# Val-de-Fier
Val-de-Fier korábbi község (település) Franciaországban, Haute-Savoie megyében. 2019. január 1-jén Vallières (Haute-Savoie) községgel egyesült és Vallières-sur-Fier új község része lett.
Lakosainak száma 666 fő (2015). Val-de-Fier Motz, Crempigny-Bonneguête, Droisy, Lornay, Seyssel, Vallières és Versonnex községekkel határos.

## Népesség
A település népessége az elmúlt években az alábbi módon változott:
| Lakosok száma | 641  | 666  | 679  |
|               | 2013 | 2015 | 2016 |